# 芒廷維尤 (北卡羅萊納州)
芒廷維尤（英語：Mountain View）是位於美國北卡羅萊納州卡托巴縣的普查規定居民點。

## 人口
根據2020年美國人口普查的數據，芒廷維尤的面積為12.09平方千米，當中陸地面積為12.07平方千米，而水域面積為0.02平方千米。當地共有人口3590人，而人口密度為每平方千米296.94人。